# Arequipa Tradición y Futuro
Arequipa Tradición y Futuro es un partido político regional peruano, del departamento de Arequipa, fundado en 1998.

## Historia
Fundado en 1998 como Lista Independiente Arequipa Tradición y Futuro en la ciudad de Arequipa, por Juan Manuel Guillén, Jorge Sumari Buendia y Víctor Cadenas Velásquez. Llegó a participar en las elecciones municipales de 1998 en las que Guillén resultó elegido.
En 2005, el movimiento cambió de nombre a Arequipa Tradición y Futuro para participar en las elecciones regionales de Arequipa de 2006, en las que Guillen resultó elegido con el 34.94 % de los votos.
En 2010, con miras a las elecciones regionales del mismo año, el movimiento se unió con el movimiento Concertación en Pro de una Misión Sostenible y el Partido Nacionalista Peruano para conformar la Alianza por Arequipa, en la que Guillén resultó reelecto.
En 2014, se presentó Yamila Osorio Delgado como candidata al gobierno regional de Arequipa, quedando en segundo lugar (con el 20.15% de votos), detrás de su contrincante Javier Ísmodes Talavera del Movimiento Arequipa Renace. Al no haber alcanzado ninguno de los candidatos el 30% de votos, ambos pasaron a la segunda vuelta, en la que Osorio ganó con el 50.56% de votos. Fue la primera mujer en obtener el gobierno regional de Arequipa. 
En 2018, el movimiento mantuvo conversaciones con los militantes de Arequipa Renace para formar una alianza electoral, sim embargo terminó declinándose, y decidieron no participar. Arequipa Renace participó no obstante de forma independiente, y Alfredo Zegarra Tejada fue candidato al gobierno regional. 
En 2022, se presentó Javier Ísmodes Talavera como candidato al gobierno regional de Arequipa en su tercer intento, quedando en segundo lugar con el 18.28 %.

## Participación en coyunturas
En 2024, el congreso planteó una reforma constitucional que plantea eliminar los movimientos regionales del sistema político peruano, con el fin de que a partir de las elecciones regionales y municipales del 2026 participen solo partidos políticos nacionales.
Esta medida causó controversias en los movimientos regionales. 
Asimismo, el movimiento se reunió con los movimientos Fuerza Arequipeña, Arequipa Avancemos y Yo Arequipa para discutir lo que corresponde hacer a nivel nacional.
También se planteó la realización de un encuentro nacional de movimientos regionales de otras regiones para discutir las acciones políticas y jurídicas a tomar.

## Resultados Electorales

### Elecciones regionales
|  | 34.94 % |

|  | 31.55 % |

|  | 20.15 % |

|  | 50.56 % |

|  | 18.28 % |

### Consejeros regionales
|  | 21.93 % |

|  | 13.33 % |

|  | 15.09 % |

### Elecciones municipales
| Año  | Alcaldías Provinciales              | Alcaldías Distritales               |
| Año  | Representantes                      | Representantes                      |
| ---- | ----------------------------------- | ----------------------------------- |
| 1998 | 1/8                                 | 0/109                               |
| 2002 | No participaron en estas elecciones | No participaron en estas elecciones |
| 2006 | 1/8                                 | 15/109                              |
| 2010 | 0/8                                 | 13/109                              |
| 2014 | 2/8                                 | 17/109                              |
| 2018 | No participaron en estas elecciones | No participaron en estas elecciones |
| 2022 | 2/8                                 | 16/109                              |